# Pávai Vajna Elek
Pávai Vajna Elek (Nagyenyed, 1820 – Budapest, 1874. május 13.) kémiai és természetrajzi doktor, a földtani intézet geológusa.

## Élete
A gimnáziumot szülővárosában elvégezte, azután Selmecen a bányaakadémia minden vizsgálatát kiállotta. Ezután Bécsben geológusnak készült, de Endlicher botanikájának is buzgó hallgatója volt. Majd Németországban, Párizsban és Londonban tanult, Észak-Amerikában és Braziliában is kutatott, mégpedig mint a második Wilke-expedíció geológusa, és Nyugat-Indián át tért haza. Mint a kémia és természetrajz doktora az erdélyi múzeumban a természetiek tárának őre, majd a földtani intézet geológusa lett.
Cikkei a Skoficz Botanische Zeitschriftjében (1862. Aus Siebenbürgen); a Jahrbuch der. k. k. geol. Reichsanstaltban (1862. Petrefacten aus Nordost-Siebenbürgen).

## Munkái
- Kolozsvár és környékének földtani viszonyai, 5 tábla rajzzal. Pest, 1871. (Különnyomat a Magyar Királyi Földtani Intézet Évkönyvéből. Németül is Uo.).
- Kolozsvár és Bánfi-Hunyad közti vasutvonal ingatag talajának geologiai szerkezete. Uo. 1871. Egy fametszvénnyel. (Különny. a Magyar Földtani Közlönyből).
- Az Erdélyben fekvő Zsilyvölgyi barna kőszén virányról. Heer Osvald után magyarítva. Uo. 1872. Hat tábla rajzzal. (Különny. a Magyar Földtani Intézet Évkönyvéből).
- Czáfolata a brassai városi közönség által a hajdani törcsvári uradalom jogi állapotjához czím alatt 1871-ben kiadott magyarázatoknak. Kolozsvár, 1873.
- Egy uj echinolampas faj az ásatag tüskönczök rendjéből. Bpest, 1874. Kőny. tábla rajzzal. (Magyar és német szöveg. Különnyomat a Magyar Földtani Közlönyből).
- A budai márga ásatag tüskönczei. Uo. 1874. Hét kőny. tábl. (Magyar, német és franczia szöveggel. Különnyomat a Magyar Földtani Intézet Évkönyvéből).